# Вяйно Ілус
Вя́йно І́лус (ест. Väino Ilus; *8 грудня 1929, Вільянді, Естонія) — естонський письменник-прозаїк.

## З життєпису
Народився в родині робітника, навчався у Вільяндіській промисловій школі, яку закінчив у 1946 році за фахом слюсар.
Працював на фосфоритному підприємстві Маарду, торф’яному підприємстві Тоотсі, у 1949–1951 роках у редакції пярнуської газети Töörahva Hääl, у 1951–1953 роках секретарем і редактором газети політвідділу тракторної станції Тистамаа.
У 1956 році 26-річний Вяйно Ілус екстерном отримав атестат про середню освіту (Таллінська середня школа №2).
У 1957-1961 роках він був завідувачем літературного відділу газети Sirp ja Vasara («Серп і Молот»), а в 1965-1966 роках — заступником редактора. У період від 1961 до 1981 року працював у редакції Looming, від 1968 до 1974 року був заступником головного редактора.
Вяйно Ілус — член Спілки письменників Естонії починаючи від 1958 року.
Вяйно Ілус був членом КПРС у 1952—1991 роки. У 1957 році закінчив Республіканську партійну школу.

## Творчість
Вяйно Ілус дебютував у літературі в 1954 році на щорічному конкурсі оповідань. Публікував коротку прозу в альманасі Võitlev sõna та в журналі Looming, писав статті на актуальні теми літератури та рецензії.
У 1962 році повість Ілуса Kand maas вийшла книгою, в якій розглядаються актуальні проблеми колгоспного життя початку 1960-х років. У 1964 році вийшов роман Sinu sene elu, присвячений становленню покоління, що виросло в післявоєнний період. Наступними були збірки оповідань Muutlike ilmade ajal (1965) і Öösiti on kahjulik mõtelda (1969). Захоплюючий погляд на останні роки довоєнної Естонської Республіки та 1940—41 роки, переплетені з сучасністю. Події 1968 року викладені в романі Tuulekülvid (1968). У 1973 році був надрукований роман Kaotusseis.
У творчості Ілуса переважає сільська проблематика. Письменник подає оригінальних, щойно побачених персонажів із цього середовища. Його підхід до теми є надзвичайно розумним, його стиль — фактологічним; на перший план виходять соціальні проблеми, особливо взаємозалежність характеру людей та їх соціального статусу.
Українською оповідання Вяйно Ілуса «Лотос - дивовижна квітка» було опубліковано в перекладі О. С. Завгороднього в антології «Естонське радянське оповідання» (К.: «Дніпро», 1982, с. 51-60).

## Премії та відзнаки
- 1969 Літературна премія Едуарда Вільде ("Tuulekülvid")
- 1977 Щорічна літературна премія Юхана Смуула ("Kohe pärast lapsepõlve")
- 1978 Літературна премія імені Едуарда Вільде ("Kinsli peremehed")
- 1979 Заслужений письменник Естонської РСР